# SV Nova Gora
SV Nova Gora, odnosno "nogometni klub Nova Gora" je nogometni klub iz Austrije, iz Nove Gore.
Klub je oko kojeg se okupljaju gradišćanski Hrvati, hrvatska manjina u Austriji.

## Klupski uspjesi
- gradišćanskohrvatski nogometni kup:

- prvaci: 1989., 1998., 2003., 2005.,
- doprvaci: 1992., 1993., 1994., 1999., 2000., 2006.

- gradišćanska liga: prvaci 2013.[1] (i jesenski prvaci sezone 2012./2013.)[2]
- gradišćansko prvenstvo u malom nogometu: